# Sunay Bulut
Sunay Bulut (Plovdiv, 1º dicembre 1967) è un ex sollevatore turco due volte campione europeo e medagliato mondiale, che ha gareggiato nelle categorie dei pesi massimi leggeri, pesi mediomassimi e pesi massimi.

## Carriera
Nativo di Plovdiv, in Bulgaria, ha partecipato a due edizioni dei Giochi olimpici: a Barcellona nel 1992 nella categoria dei massimi leggeri, classificandosi al tredicesimo posto, e ad Atlanta nel 1996, nella categoria dei mediomassimi, piazzandosi al quarto posto.
Ai campionati mondiali il suo migliore risultato fu la medaglia di bronzo conquistata ad Istanbul nel 1994; ai campionati europei vinse una medaglia di bronzo a Władysławowo nel 1991 nella categoria dei massimi leggeri e due medaglie d'oro a Stavanger nel 1996 e a Rijeka nel 1997 nella categoria dei mediomassimi.
Ai Giochi del Mediterraneo del 1993 a Linguadoca-Rossiglione vinse la medaglia d'oro nei pesi massimi leggeri, mentre a Bari nel 1997 vinse la medaglia d'oro nello slancio e d'argento nello strappo nella categoria dei pesi massimi (in quell'edizione non veniva assegnata la medaglia nell'esercizio totale).